# Canon Digital IXUS

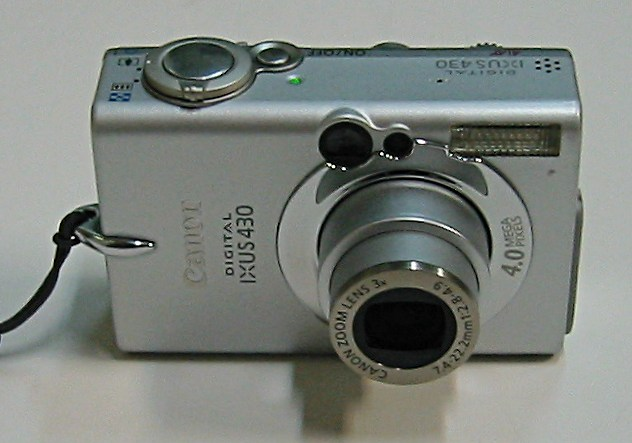
Камера Canon Digital IXUS 430

Canon Digital IXUS — лінія ультракомпактних цифрових фотоапаратів, що випускаються компанією Canon.
У Північній Америці ці фотоапарати відомі під назвою PowerShot Digital ELPH, а в Японії — IXY Digital.
Digital IXUS являють собою прості у використанні непрофесійні фотоапарати з незнімними об'єктивами. На відміну від модельного ряду Canon PowerShot, камери IXUS компактніші, а їх функціональність обмежена. Наприклад, у таких камер немає ручних налаштувань витримки та діафрагми (режимів ASM), за винятком моделі Canon IXUS 300 HS.

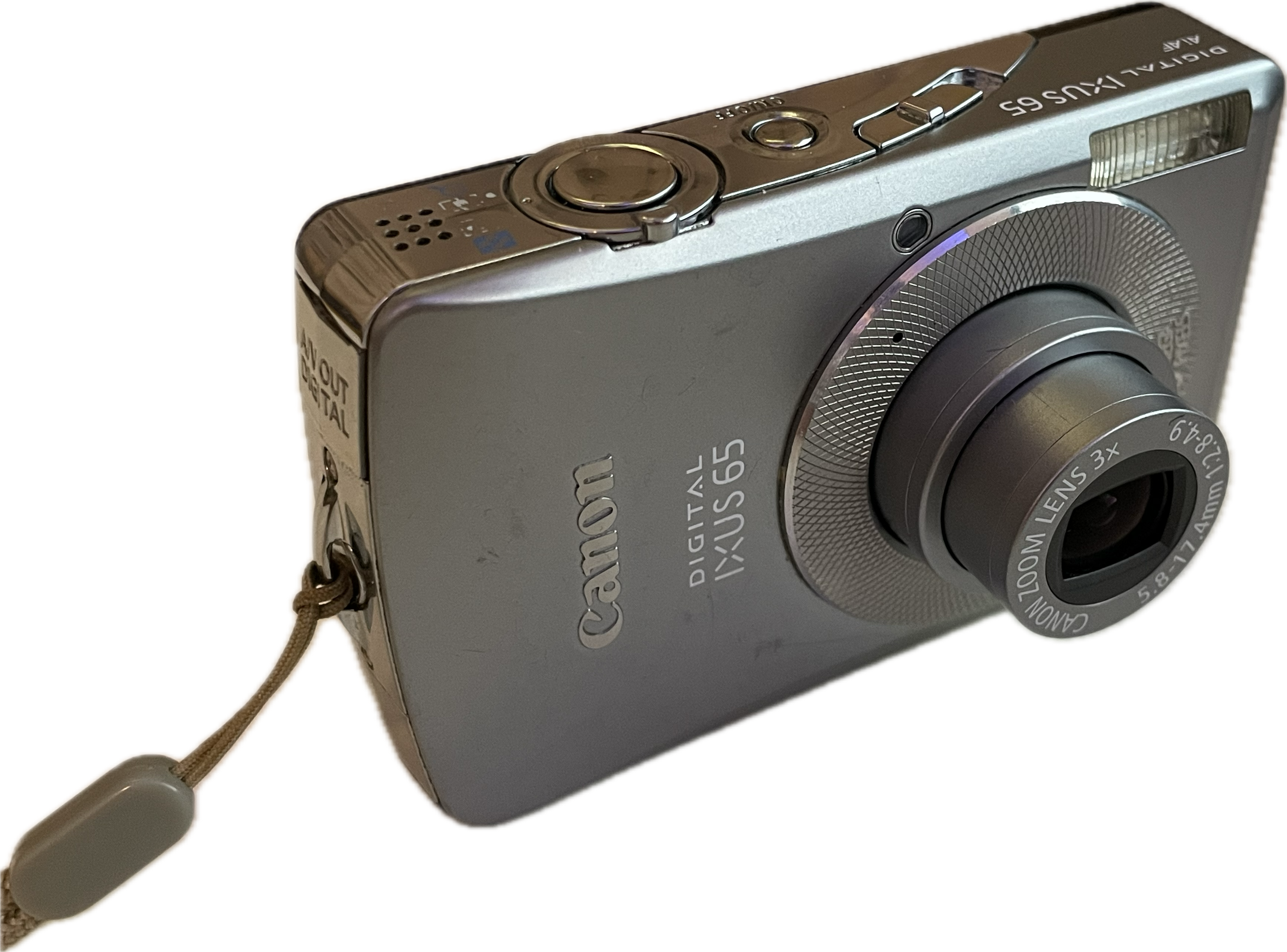
Камера Canon Digital IXUS 65

Фотоапарати цієї серії є компактнішим різновидом фотоапаратів Canon і позиціонуються виробником як відродження популярної серії компактних камер IXUS, але в цифровому вигляді. За зовнішнім виглядом камери IXUS Digital також схожі на плівкові камери Canon серії IXUS/IXY/ELPH.

## Моделі
Усі моделі лінійки IXUS використовують пропрієтарні літій-іонні акумулятори. В усіх моделях до 2010 року використовувалися RGBG CCD-матриці, виготовлені фірмою Sony. Єдиним винятком є оригінальний Canon Digital IXUS, який використовує CYGM CCD-матрицю. Починаючи з моделі Canon IXUS 300 HS використовуються CMOS-матриці.

### Canon IXUS/ELPH/IXY, що використовують карти пам'яті CF
Дані моделі використовують CCD-матриці, карти пам'яті Compact Flash та літій-іонний акумулятор Canon NB-1L.
| Digital IXUS | PowerShot Digital ELPH | IXY Digital | Canon model | Дата            | Роздільна здатність (Мпикс), розмір матриці | Кратність зуму, світлосила | Розміри корпусу (мм) | Маса (грам) | Зображення | Примітки                                                                                    |
| ------------ | ---------------------- | ----------- | ----------- | --------------- | ------------------------------------------- | -------------------------- | -------------------- | ----------- | ---------- | ------------------------------------------------------------------------------------------- |
| Digital IXUS | S100                   | IXY Digital | PC1001      | 17 травня 2000  | 2.0 (1600×1200) 1/2.7"                      | 35–70 мм (2×) f/2.8–4.0    | 87 × 57 × 26.9       | 190         |            | Єдиний IXUS із CYGM CCD-матрицею                                                            |
| 300          | S300                   | 300         | PC1008      | 11 лютого 2001  | 2.0 (1600×1200) 1/2.7"                      | 35–105 мм (3×) f/2.7–4.7   | 94.8 × 62,5 × 29.9   | 240         |            | З'явився режим зйомки відео                                                                 |
| v            | S110                   | 200         | PC1012      | 10 травня 2001  | 2.0 (1600×1200) 1/2.7"                      | 35–70 мм (2×) f/2.8–4.0    | 87.0 × 57,0 × 26.9   | 180         |            | [ 3 ]                                                                                       |
| v2           | S200                   | 200a        | PC1022      | 13 березня 2002 | 2.0 (1600×1200) 1/2.7"                      | 35–70 мм (2×) f/2.8–4.0    | 87.0 × 57,0 × 26.9   | 180         |            | Поліпшено інтерфейс користувача; ручний вибір ISO до 400                                    |
| 330          | S330                   | 300a        | PC1026      | 13 березня 2002 | 2.0 (1600×1200) 1/2.7"                      | 35–105 мм (3×) f/2.7–4.7   | 94.8 × 62,5 × 31.5   | 245         |            | [ 5 ]                                                                                       |
| v3           | S230                   | 320         | PC1037      | 16 серпня 2002  | 3.2 (2048×1536) 1/2.7"                      | 35–70 мм (2×) f/2.8–4.0    | 87.0 × 57,0 × 26.7   | 180         |            | [ 6 ]                                                                                       |
| 400          | S400                   | 400         | PC1038      | 27 лютого 2003  | 4.0 (2272×1704) 1/1.8"                      | 36–108 мм (3×) f/2.8–4.9   | 87.0 × 57,0 × 27.8   | 185         |            | [ 7 ]                                                                                       |
| 430          | S410                   | 450         | PC1086      | 9 лютого 2004   | 4.0 (2272×1704) 1/1.8"                      | 36–108 мм (3×) f/2.8–4.9   | 87.0 × 57,0 × 27.8   | 185         |            | [ 8 ]                                                                                       |
| 500          | S500                   | 500         | PC1084      | 9 лютого 2004   | 5.0 (2592×1944) 1/1.8"                      | 36–108 мм (3×) f/2.8–4.9   | 87.0 × 57,0 × 27.8   | 185         |            | також модель IXY Digital 500 White Limited: 10,000 штук продано в червні 2004 року в Японії |

### Canon IXUS/ELPH/IXY, що використовують картки пам'яті SD
Дані моделі використовують CCD-матриці, карти пам'яті SD / MMC та літій-іонні акумулятори. Оснащені процесором DIGIC (Canon IXUS II, Canon IXUS IIs) або DIGIC II (всі інші).
| Digital IXUS | PowerShot Digital ELPH | IXY Digital | Canon model | Дата            | Роздільна здатність (Мпикс), розмір матриці | Кратність зуму, світлосила | Акумулятор | Розміри корпусу (мм) | Маса (грам) | Зображення | Примітки                           |
| ------------ | ---------------------- | ----------- | ----------- | --------------- | ------------------------------------------- | -------------------------- | ---------- | -------------------- | ----------- | ---------- | ---------------------------------- |
| II           | SD100                  | 30          | PC1035      | 2 травня 2003   | 3.2 (2048×1536) 1/2.7"                      | 35–70 мм (2×) f/2.8–3.9    | NB-3L      | 85.0 × 56,0 × 23.9   | 165         |            | [ 11 ]                             |
| IIs          | SD110                  | 30a         | PC1085      | 9 лютого 2004   | 3.2 (2048×1536) 1/2.7"                      | 35–70 мм (2×) f/2.8–3.9    | NB-3L      | 85.0 × 56,0 × 23.9   | 165         |            | [ 12 ]                             |
| 30           | SD200                  | 40          | PC1102      | 21 вересня 2004 | 3.2 (2048×1536) 1/2.7"                      | 35–105 мм (3×) f/2.8–4.9   | NB-4L      | 85.8 × 53,4 × 21.1   | 115         |            | Новий процесор DIGIC II            |
| 40           | SD300                  | 50          | PC1101      | 21 вересня 2004 | 4.0 (2272×1704) 1/2.5"                      | 35–105 мм (3×) f/2.8–4.9   | NB-4L      | 86.0 × 53,0 × 20.7   | 130         |            | [ 14 ]                             |
| 50           | SD400                  | 55          | PC1150      | 17 лютого 2005  | 5.0 (2592×1944) 1/2.5"                      | 35–105 мм (3×) f/2.8–4.9   | NB-4L      | 86.0 × 53,0 × 20.7   | 130         |            | ПідтримкаUSB 2.0                   |
| 700          | SD500                  | 600         | PC1114      | 17 лютого 2005  | 7.1 (3072×2304) 1/1.8"                      | 37–111 мм (3×) f/2.8–4.9   | NB-3L      | 89.5 × 57,0 × 26.5   | 170         |            | [ 16 ]                             |
| 55           | SD450                  | 60          | PC1158      | 22 серпня 2005  | 5.0 (2592×1944) 1/2.5"                      | 35–105 мм (3×) f/2.8–4.9   | NB-4L      | 86.0 × 53,5 × 21.6   | 140         |            | [ 17 ]                             |
| 750          | SD550                  | 700         | PC1169      | 22 серпня 2005  | 7.1 (3072×2304) 1/1.8"                      | 37–111 мм (3×) f/2.8–4.9   | NB-3L      | 89.5 × 57,0 × 27.4   | 170         |            | [ 18 ]                             |
| Wireless     | SD430                  | Wireless    | PC1190      | 25 жовтня 2005  | 5.0 (2592×1944) 1/2.5"                      | 35–105 мм (3×) f/2.8–4.9   | NB-4L      | 99.0 × 54,4 × 21.7   | 130         |            | бездротова передача даних по Wi-Fi |

З другої половини 2006 року до середини 2008 року цифрові камери серії Canon IXUS/ELPH/IXY мали процесор DIGIC III. Дані камери підтримують карти пам'яті SDHC, поряд з SD / MMC, а також підтримують технологію розпізнавання облич Face Detection AF / AE.
| Digital IXUS | PowerShot Digital ELPH | IXY Digital | Canon model | Дата            | Роздільна здатність (Мпикс), розмір матриці | Кратність зуму, світлосила | Акумулятор | Розміри корпусу (мм) | Маса (грам) | Зображення | Примітки         |
| ------------ | ---------------------- | ----------- | ----------- | --------------- | ------------------------------------------- | -------------------------- | ---------- | -------------------- | ----------- | ---------- | ---------------- |
| 850 IS       | SD800 IS               | 900 IS      | PC1209      | 14 вересня 2006 | 7.1 (3072×2304) 1/2.5"                      | 28–105 мм (3.8×) f/2.8–5.8 | NB-5L      | 89.5 × 58,0 × 25.1   | 150         |            | [ 21 ]           |
| 900 Ti       | SD900                  | 1000        | PC1206      | 14 вересня 2006 | 10.0 (3648×2736) 1/1.8"                     | 37–111 мм (3×) f/2.8–4.9   | NB-5L      | 91.2 × 59,6 × 28.2   | 165         |            | Титановий корпус |